# Kollektor
Kollektor (russisk: Коллектор) er en russisk spillefilm fra 2016 af Aleksej Krasovskij.

## Medvirkende
- Konstantin Khabenskij som Arthur
- Polina Agurejeva som Tamara
- Ksenija Buravskaja som Natalya
- Tatjana Lazareva som Tatiana
- Marina Lisovets som Doctor